# 纸房镇
纸房镇，是中华人民共和国河南省洛陽市嵩县下辖的一个乡镇级行政单位。

## 行政区划
纸房镇下辖以下地区：
高村、念子沟村、林场村、七泉村、龙头村、台上村、石坡村、纸房村、大坡村、上瑶村、吕沟村、板庙村、邓岭村、草庙村、毛沟村、秋盘村、高岭村、朱王岭村、西沟村和马驹岭村。